# Karlovac Feričanački
Karlovac Feričanački is een plaats in de gemeente Orahovica in de Kroatische provincie Virovitica-Podravina. De plaats telt 26 inwoners (2001).